# Paleoceen
| Systeem Periode                            | Serie Tijdvak | Etage Tijdsnede | Ouderdom (Ma) |
| ------------------------------------------ | ------------- | --------------- | ------------- |
| Neogeen                                    | Mioceen       | Aquitanien      | jonger        |
| Paleogeen                                  | Oligoceen     | Chattien        | 23,03–28,1    |
| Paleogeen                                  | Oligoceen     | Rupelien        | 28,1–33,9     |
| Paleogeen                                  | Eoceen        | Priabonien      | 33,9–38,0     |
| Paleogeen                                  | Eoceen        | Bartonien       | 38,0–41,3     |
| Paleogeen                                  | Eoceen        | Lutetien        | 41,3–47,8     |
| Paleogeen                                  | Eoceen        | Ypresien        | 47,8–56,0     |
| Paleogeen                                  | Paleoceen     | Thanetien       | 56,0–59,2     |
| Paleogeen                                  | Paleoceen     | Selandien       | 59,2–61,6     |
| Paleogeen                                  | Paleoceen     | Danien          | 61,6–66,0     |
| Krijt                                      | Boven         | Maastrichtien   | ouder         |
| Indeling van het Paleogeen volgens de ICS. |               |                 |               |

Het Paleoceen (Oudgrieks: παλαιός (palaiós) = oud; καινός (kainós) = recent; oftewel het oudste van het nieuwe) is een tijdperk in de geologische tijdschaal, dat duurde van 66,0 Ma (miljoen jaar geleden) tot 56,0 Ma. Het Paleoceen heeft in de tijdschaal de status van tijdvak of serie en is een onderverdeling van het Paleogeen, de oudste periode van het Cenozoïcum. Het volgt op het Laat-Krijt en wordt gevolgd door het Eoceen.
Het Paleoceen was een periode met relatief laag zeeniveau en een koeler klimaat dan het voorafgaande Krijt. Het beslaat de eerste 10 miljoen jaar na de Krijt-Paleogeen-massa-extinctie, een fase van massale uitsterving waarbij onder andere de dinosauriërs verdwenen. Door het verdwijnen van de dinosauriërs konden de zoogdieren zich in relatief korte tijd via adaptieve radiatie sterk diversificeren.

## Stratigrafie
De naam Paleoceen werd ingevoerd door de Franse paleobotanicus Wilhelm Philipp Schimper in 1874. Schimper onderscheidde het Paleoceen van het Eoceen. Het is mogelijk dat hij de naam Paleoceen bedoelde als "Paleo-Eoceen" (oud Eoceen). Het Paleoceen was daarmee het laatste van de vijf tijdvakken (Paleoceen, Eoceen, Oligoceen, Mioceen en Plioceen) van het Tertiair die aan de geologische tijdschaal werden toegevoegd.
Tegenwoordig wordt het Paleoceen onderverdeeld in drie etages, van oud naar jong: Danien, Selandien en Thanetien. In Noordwest-Europa bestaan deze etages vooral uit krijtgesteente, vergelijkbaar met de onderliggende gesteenten van het Boven-Krijt.

## Paleogeografieenpaleoklimaat
Hoewel de ligging van de continenten tijdens het Paleoceen op de huidige begon te lijken, zijn er enkele belangrijke verschillen. Zo lagen Antarctica en Australië (continent) nog vrijwel aan elkaar en lag India "los" van de andere continenten ten zuiden van de evenaar. Op het noordelijk halfrond lagen Noord-Amerika, Groenland en Noord-Europa nog dicht bij elkaar. De wereldwijde daling van het zeeniveau, die in het Laat-Krijt begonnen was, zette door en grote delen van de continenten die in het Krijt onder water stonden vielen nu droog.
Het Paleoceen valt tijdens de Alpiene orogenese, die veroorzaakt werd door het langzaam in fases sluiten van de Tethysoceaan als gevolg van de noordwaartse beweging van Afrika ten opzichte van Eurazië. In de Himalaya vond nog geen gebergtevorming plaats, maar wel in het gebied aan de zuidelijke rand van Europa, waar later de Alpen zouden ontstaan. Op dezelfde manier duurde tijdens het Paleoceen in het westen van Noord-Amerika de Laramide orogenese voort.
Hoewel het Paleoceen een koeler klimaat had dan het grootste gedeelte van het Krijt, was het nog altijd veel warmer dan tegenwoordig, er lagen bijvoorbeeld nauwelijks gletsjers op Antarctica. De temperatuursverschillen tussen de poolgebieden en de evenaar waren tijdens het Paleoceen (en de voorafgaande en opvolgende tijdperken) kleiner dan tegenwoordig. In West-Europa was de vegetatie tropisch tot subtropisch en op Groenland groeide gematigd bos. Grote delen van de Aarde waren bedekt met tropische regenwouden. Ter hoogte van de Noordpool en de Zuidpool lagen naaldbossen.
Aan het einde van het Paleoceen zou de temperatuur wereldwijd verder stijgen, een trend die in het Eoceen zou doorzetten. Het Paleoceen werd afgesloten met een plotselinge korte stijging van de wereldwijde temperatuur, een gebeurtenis die Paleocene–Eocene Thermal Maximum wordt genoemd en in de belangstelling van klimatologen staat omdat er mogelijk voorspellingen over de huidige opwarming van de Aarde mee gedaan kunnen worden.

## Leven

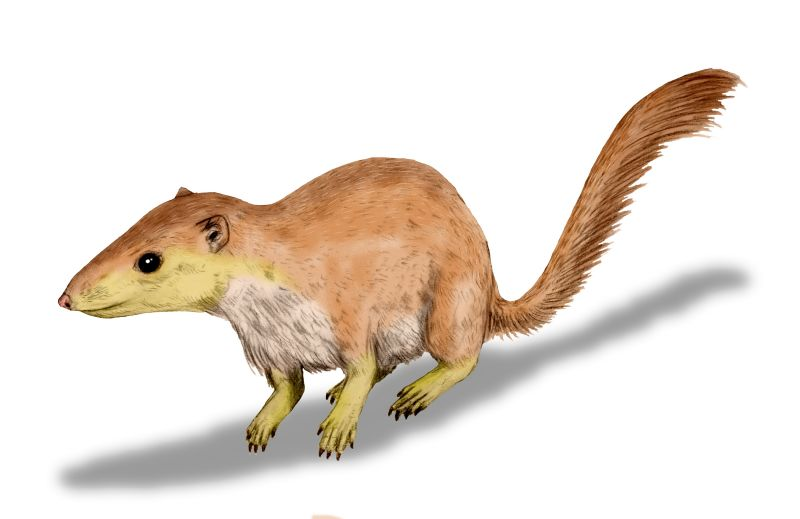
Purgatorius unio, een zoogdier uit het Paleoceen van Noord-Amerika, waarvan wordt aangenomen dat het de oudst bekende primaat is, hoewel hij uiterlijk weinig overeenkomsten lijkt te hebben met apen.

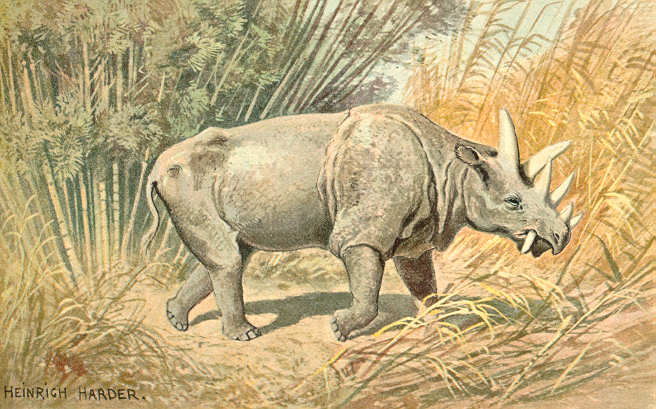
Uintatherium, een Dinocerata, leefde in het Laat-Paleoceen (het grootste zoogdier uit het Paleoceen) en Vroeg-Eoceen. De functie van de uitsteeksels op de kop is onbekend.

Gedurende het Paleoceen herstelde het leven zich van de Krijt-Paleogeen-massa-extinctie, die waarschijnlijk veroorzaakt werd door een grote meteorietinslag aan het einde van het Krijt. Op het land waren de overlevenden van de catastrofe kleinere dieren die zich in holen of in het water konden verschuilen, de zoogdieren, amfibieën, kleinere reptielen en vogels. Na het uitsterven van de dinosauriërs konden al deze groepen diversificeren, vooral de zoogdieren ontwikkelden zich snel tot de dominante groep. Vondsten in Corral Bluffs in de Amerikaanse staat Colorado tonen een samenhang tussen toename van lichaamsgrootte binnen de zoogdieren, de ontwikkeling van nieuwe groepen planten en periodes van opwarming van het klimaat in de eerste miljoen jaar na de massa-extinctie.
Omdat de continenten uit elkaar lagen, zou de evolutionaire radiatie van de zoogdieren op elk continent op verschillende wijze plaatsvinden. Zo ontwikkelden zich in Australië de buideldieren tot dominante groep. Andere geïsoleerde landmassa's met een aparte evolutie waren India, Nieuw-Zeeland en Antarctica. Ook Afrika, dat nog los lag van Eurazië, en Zuid-Amerika, dat los lag van Noord-Amerika, ontwikkelden hun eigen typische fauna's. Eurazië en Noord-Amerika waren echter verbonden bij de tegenwoordige Beringstraat, zodat er migratie van soorten tussen deze continenten kon plaatsvinden.
De kortstondige temperatuurstijging op de overgang van het Paleoceen naar het Eoceen (de Paleocene–Eocene Thermal Maximum) zorgde voor een massa-extinctie onder benthische foraminiferen, terwijl planktonische foraminiferen en coccolithoforen juist opbloeiden. De gebeurtenis ging om onduidelijke redenen gepaard met een snelle radiatie onder zoogdieren.

### Zoogdieren
De twee belangrijkste groepen zoogdieren, de placentadieren en de buideldieren, hadden hun laatste gemeenschappelijke voorouder in het Vroeg-Krijt. Twee andere groepen zoogdieren die al eerder afgesplitst waren, de (eierleggende) cloacadieren en de (tegenwoordig uitgestorven) multituberculaten overleefden de Krijt-Paleogeen-overgang ook. Vooral de placentadieren zouden zich snel diversificeren.
Zoogdieren waren tijdens het Krijt klein, onopvallend en ecologisch onbelangrijk geweest, waarschijnlijk zowel door concurrentie als predatie door de dinosauriërs. Ze waren herbivoor of insectivoor. De zoogdieren van het Paleoceen waren nog relatief primitief, ze hadden nog geen gespecialiseerde tanden of poten en een kleine schedelinhoud vergeleken met de modernere vormen uit het Eoceen. Aan het begin van het Eoceen waren de placentadieren echter al gedivercificeerd in alle moderne orden. De eerste primaten (Purgatorius wordt verondersteld tot de primaten te hebben behoord), primitieve hoefdieren (Condylarthra zoals Protungulatum of Chriacus en Hyracotherium, de oudst bekende paardachtige), knaagdieren (een voorbeeld is Paramys), schubdieren, miereneters, vleermuizen, en vleesetende zoogdieren (Miacoidea, verwant aan de latere moderne roofdieren, en de tegenwoordig uitgestorven Creodonta) verschenen tijdens het Paleoceen. Een aantal van de nieuwe ordes zijn tegenwoordig uitgestorven, zoals de Mesonychia (vleesetende hoefdieren), Dinocerata (waaronder het grootste zoogdier van het Paleoceen, Uintatherium), of de aan de primaten verwante Plesiadapiformes (bijvoorbeeld Plesiadapis). Een voorbeeld van een multituberculaat uit het Paleoceen is Ptilodus, een voorbeeld van een cloacadier uit het Paleoceen is Monotrematum. Pucadelphys andinus is een opossumachtig buideldier uit het Paleoceen van Zuid-Amerika.

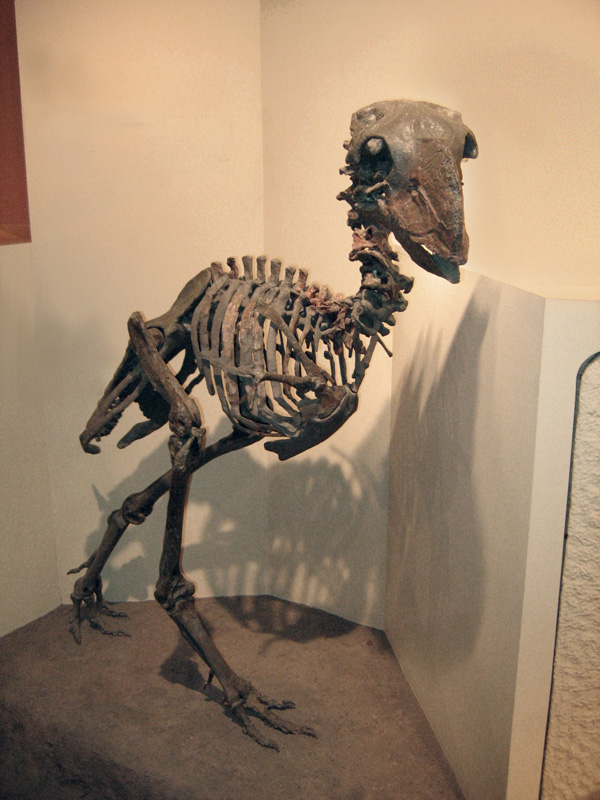
Skelet van een Gastornis, een vleesetende roofloopvogel uit het Europese Paleoceen.

Slechts tien miljoen jaar na het uitsterven van de dinosauriërs werd de wereld bevolkt door knaagdierachtige zoogdieren, middelgrote zoogdieren die de bossen afzochten naar voedsel en grotere zoogdieren, zowel planten- als vleesetende. Hoe deze snelle ontwikkeling precies verliep is niet zeer duidelijk, omdat er relatief weinig fossielen uit het Paleoceen gevonden zijn. Omdat zoogdieren uit het Vroeg-Paleoceen nog klein waren zijn hun botten vaak niet goed bewaard, zodat de meeste kennis over hun evolutie afkomstig is van fossiele tanden (harder en daarom vaker bewaard gebleven). Er zijn relatief weinig complete skeletjes bewaard gebleven.
In het Laat-Paleoceen zijn de resten gevonden van Chronoperates, een mogelijke cynodont. Dit zou betekenen dat ze langer overleefd zouden hebben dan gedacht.

### Vogels
Van de drie subgroepen vogels uit het Krijt, Enantiornithes, Hesperornithes en Neornithes, overleefde alleen de laatste groep de massa-extinctie. Deze "moderne vogels" begonnen in het Paleoceen opnieuw te diversificeren en nieuwe niches op te vullen. Ook aan het einde van het tijdvak was de soortenrijkheid nog lang niet op het huidige niveau. Wel ontstonden veel moderne groepen vogels waarschijnlijk tijdens de radiatie in het Paleoceen en opvolgende Eoceen, zoals kraanvogels, roofvogels, pelikanen, reigers, uilen, eenden, duiven en spechten. Zangvogels bestonden nog niet in het Paleoceen.
De dominante roofdieren van het Paleoceen kwamen uit de familie van de schrikvogels, niet-vliegende, vleesetende vogels. Een voorbeeld uit het Paleoceen is Gastornis, die 2 m lang kon worden.

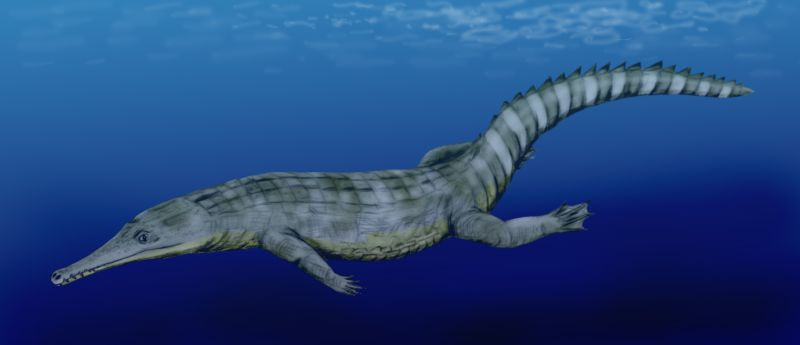
Guaranisuchus munizi is een Crocodylomorpha uit het Paleoceen van Zuid-Amerika. Krokodillen en hun verwanten waren de grootste reptielen die de massa-extinctie aan het einde van het Krijt overleefden.

### Reptielen
Het is mogelijk dat bepaalde dinosauriërs enkele duizenden jaren in het Paleoceen doorgeleefd hebben, aangezien er een aantal vondsten van dinosauriërbeenderen uit het onderste Danien bekend zijn. Deze vondsten zijn echter niet onomstreden en worden door de meeste paleontologen geïnterpreteerd als uit oudere lagen geërodeerde en opnieuw in sediment terechtgekomen fossielen.
Vanwege het warme klimaat konden de overlevende reptielen zich tijdens het Paleoceen wijder verspreiden dan tegenwoordig. Voorbeelden zijn Choristodera (een tegenwoordig uitgestorven groep op krokodillen lijkende reptielen, bijvoorbeeld Champsosaurus), krokodillen, schildpadden, slangen en varanen. De Paleocene Choristodera Champsosaurus gigas kon 3 m lang worden, veel groter dan zijn voorouders uit het Krijt. De meeste reptielen zouden echter juist kleiner worden na afloop van de Krijt-Paleogeen-overgang, waarschijnlijk ten gevolge van steeds grotere concurrentie met zoogdieren.
Voorbeelden van Paleocene krokodillen zijn de Noord-Amerikaanse Borealosuchus en Wannaganosuchus.

### Marienefauna
Hoewel de Krijt-Paleogeen-massa-extinctie in de zee niet zo hard toesloeg als op het land, waren ook hier veel belangrijke groepen verdwenen. Onder de planktonische foraminiferen overleefden maar drie soorten, door snelle speciatie was dit aantal in de eerste 100.000 jaar van het Paleoceen echter weer uitgegroeid tot 17. Ook andere kleine organismen als nannoplankton, diatomeeën en dinoflagellaten bleven ondanks extincties aan het einde van het Krijt tijdens het Paleogeen prominent aanwezig.
Met het uitsterven van de rudisten aan het einde van het Krijt vielen de belangrijkste rifbouwende organismen weg. Uit het Paleoceen zijn daarom geen grote riffen bekend.
De wereld werd in het Paleoceen bedekt met warme zeeën, zelfs tot de polen. Hoewel in het Vroeg-Paleoceen biodiversiteit nog laag was, nam het aantal soorten gedurende het tijdvak snel toe. Door het verdwijnen van de zeereptielen uit het Krijt waren de haaien de top-predators van de zee geworden. Op dezelfde wijze werd de rol van de ammonieten overgenomen door moderne soorten inktvissen. Aan het einde van het Paleoceen leek de grotere mariene fauna redelijk op de huidige, behalve dat zeezoogdieren en requiemhaaien nog afwezig waren.
Tijdens het Paleoceen ontstonden ook nieuwe soorten bivalven en zee-egels, die beter aangepast waren aan strandomgevingen. De Paleocene zee-egel Togocyamus uit West-Afrika wordt gezien als een voorouder van de zanddollars.

### Planten
Bij onderzoek van pollen (palynologie) in de lagen rond de Krijt-Paleogeen-overgang is op veel plaatsen een plotselinge groei van varens ontdekt. Varens zijn pionierplanten en men neemt aan dat ze na wereldwijde bosbranden als gevolg van de catastrofe aan het einde van het Krijt het braakliggende land koloniseerden.
De flora van het Paleoceen verschilde echter niet veel van die van het Krijt. De bedektzadigen, die tijdens het Krijt opkwamen, bleven zich diversificeren en raakten wijder verspreid, net als de insecten die hen bestuiven. Paleocene plantenfossielen worden ingedeeld bij moderne geslachten of nauw verwante taxa. In het warme klimaat van het Paleoceen groeiden er wereldwijd subtropische en gematigde bossen. Omdat de grote grazende dinosauriërs van het Krijt verdwenen waren, zullen deze bossen waarschijnlijk dichter zijn geweest dan tijdens het Krijt.